# Семирадский, Александр Антонович
Алекса́ндр Анто́нович Семирадский (1923—1945) — майор Рабоче-крестьянской Красной Армии, участник Великой Отечественной войны, Герой Советского Союза (1945).

## Биография
Александр Семирадский родился 4 декабря 1923 года в селе Казанцево (ныне — Шушенский район Красноярского края). Окончил десять классов школы. В 1941 году Семирадский был призван на службу в Рабоче-крестьянскую Красную Армию. В 1942 году он окончил Московское пехотное училище. С марта того же года — на фронтах Великой Отечественной войны.
К январю 1945 года майор Александр Семирадский командовал батальоном 1071-го стрелкового полка 311-й стрелковой дивизии 61-й армии 1-го Белорусского фронта. Отличился во время освобождения Польши. 30 января 1945 года батальон Семирадского успешно отразил массированную немецкую контратаку в районе города Шнайдемюль (ныне — Пила) и перерезал железную дорогу и шоссе, что способствовало успешному окружению вражеской группировки в городе. В тех боях Семирадский погиб. Похоронен на воинском кладбище в городе Пиле-Лешкове.
Указом Президиума Верховного Совета СССР от 27 декабря 1945 года за «образцовое выполнение боевых заданий командования на фронте борьбы с немецкими захватчиками и проявленные при этом мужество и героизм» майор Александр Семирадский посмертно был удостоен высокого звания Героя Советского Союза. Также был награждён орденами Ленина, Красного Знамени, Отечественной войны 1-й и 2-й степеней и Красной Звезды.
В честь Семирадского названы улицы в Артёмовске, Шушенском и польском городе Пила, а также школе, где он учился.